# 호원초등학교
호원초등학교는 대한민국 경기도 안양시 동안구에 있는 공립 초등학교이다.

## 학교 연혁
- 1986. 02. 14 호원국민학교 설립 인가
- 1986. 09. 09 호원초등학교 개교(32학급)
- 1991. 09. 10 덕현국민학교 분리(22학급)
- 1997. 09. 01 귀국학생 특별학급 인가
- 2001. 05. 16 전교생 급식 실시
- 2009. 03. 02 꿈나무안심학교 보육보금자리교실 개관
- 2010. 07. 28 일본 신덴미나미소학교 자매결연협약식 체결
- 2011. 01. 27 전국 100대 교육과정 우수학교 선정
- 2014. 03. 03 24학급 편성(귀국학생 특별학급 2학급 포함), 병설 유치원 1학급 편성
- 2014. 03. 03 돌봄교실 2학급 운영
- 2014. 09. 01 제10대 김양범 교장 부임
- 2015. 02. 05 방송실 현대화 사업
- 2015. 02. 13 제27회 졸업식(88명, 총 7,810명)
- 2015. 03. 02 21학급 편성(특별학급 2학급 포함) 병설유치원 1학급 편성